# Мальоло
Мальо̀ло (на италиански: Magliolo; на лигурски: Maggiêu, Маджеу) е село и община в Северна Италия, провинция Савона, регион Лигурия. Разположено е на 270 m надморска височина. Населението на общината е 15 777 души (към 2011 г.).